# NGC 3902
NGC 3902 este o radiogalaxie situată în constelația Leul. A fost descoperită în 6 aprilie 1785 de către William Herschel. Se află la o distanță de 57,81 de megaparseci de Pământ.